# Tom Gentzsch
Tom Gentzsch (* 5. September 2003 in Duisburg) ist ein deutscher Tennisspieler.

## Karriere
Ende des Jahres 2021 wurde Gentzsch in der Halle im Tennisleistungszentrum Essen Deutscher Vizemeister der Junioren U18. 2021 und 2022 nahm Gentzsch jeweils mit einer Wildcard an der Qualifikation der ATP Challenger-Turniere in Meerbusch und Ismaning teil.
Im September 2022 erreichte Tom Gentzsch mit Rang 803 seine bis dahin höchste ATP-Weltranglistenposition, nachdem er ein Jahr zuvor noch gar nicht in der Weltrangliste notiert war. Gentzsch ist seit 2018 der erste Deutsche, der im Alter von 18 Jahren ein Weltranglistenturnier gewann, das Future in Trier am 28. August 2022. In der ersten Hauptfeldrunde besiegte er als Ungesetzter den im Turnier topgesetzten Franzosen Mathieu Perchicot (ATP-Rangliste 470). Neben seinem ersten Einzeltitel in Trier auf Profiebene erreichte er im Jahr 2022 die Finals in den Doppelkonkurrenzen der Futures in Kassel und Trier. Seit der Saison 2022 gehört er dem Bundesligakader des TC Bredeney aus Essen an, wenngleich er erst 2023 sein Bundesligadebüt mit einem Sieg im Doppel gegen den TC Palmengarten Frankfurt gab. In diesem Jahr wurde Gentzsch mit dem TC Bredeney zudem Deutscher Mannschaftsmeister. Im November 2023 erreichte er über die Qualifikation erstmals das Hauptfeld eines ATP-Challenger-Turniers in Maia und unterlag in der ersten Runde Fabio Fognini in drei Sätzen. Im August 2024 gehörte er nach ersten Siegen auf Challengerturnieren erstmals zu den ersten 500 Spielern der Weltrangliste. Bis Jahresende verbesserte er durch zwei weitere Turniersiege auf der Future Tour sein Ranking auf Platz 423.
Nach seinem vierten und fünften Future-Titel erreichte Gentzsch im Juli 2025 mit Rang 399 erstmals eine Weltranglistenposition unter den Top 400. In der Bundesliga erhielt er erstmals Einsätze im Einzel, die er jeweils siegreich bestritt und mit dem TC Bredeney die zweite Deutsche Mannschaftsmeisterschaft nach 2023 erreichte.